# Норртельєон
Норртельєон (швед. Norrtäljeån) — річка на сході Швеції, у лені Стокгольм. Площа басейну  — 351,9 км². 